# Johannes Wasel
Johannes Wasel (* 14. März 1991) ist ein deutscher Nordischer Kombinierer.

## Werdegang
Seine ersten FIS-Wettkämpfe absolvierte Johannes Wasel im Jahr 2007. Am 6. Februar 2010 gab er in Eisenerz sein Debüt im Continental Cup der Nordischen Kombination, als er in einem Gundersen-Wettkampf von der Normalschanze mit einer sich daran anschließenden Langlaufdistanz über zehn Kilometer den 32. Rang belegte. In den folgenden Jahren konnte er in dieser Wettbewerbsserie fünf Podiumsplatzierungen (davon drei in Einzelwettkämpfen) und den zwölften Platz in der Gesamtwertung der Saison 2012/13 erreichen, ein Sieg gelang ihm jedoch nicht.
Im Weltcup der Nordischen Kombination debütierte er am 8. Januar 2012 in Oberstdorf. Seine erste Platzierung in den Punkterängen folgte etwas mehr als ein Jahr später, am 23. Januar 2013, in Klingenthal. Bei der Winter-Universiade 2013, die im italienischen Predazzo ausgetragen wurde, wurde er Zweiter im Einzelwettbewerb. Zwei Jahre später gewann er im slowakischen Štrbské Pleso gemeinsam mit Tobias Simon und David Welde den Teamwettbewerb, was den größten Erfolg seiner Karriere darstellt. Zudem wurde er Zehnter des Gundersen- sowie 13. des Massenstartwettbewerbs. Zugleich waren dies die bislang letzten internationalen Wettbewerbe, zu denen Wasel angetreten ist.

## Statistik

### Weltcup-Platzierungen
| Saison  | Platz | Punkte |
| ------- | ----- | ------ |
| 2012/13 | 61.   | 008    |
| 2013/14 | 79.   | 003    |

### Continental-Cup-Platzierungen
| Saison  | Platz | Punkte |
| ------- | ----- | ------ |
| 2009/10 | 95.   | 011    |
| 2010/11 | 17.   | 226    |
| 2011/12 | 13.   | 282    |
| 2012/13 | 12.   | 322    |
| 2013/14 | 24.   | 123    |
| 2014/15 | 95.   | 004    |

### Grand-Prix-Platzierungen
| Saison | Platz | Punkte |
| ------ | ----- | ------ |
| 2013   | 41.   | 001    |